# پیپ مالیک دیوپ
پیپ مالیک دیوپ (انگلیسی: Pape Malick Diop؛ زادهٔ ۲۹ دسامبر ۱۹۷۴) یک بازیکن فوتبال سابق اهل سنگال است که در پست مدافع بازی می‌کرد.
وی همچنین در تیم ملی فوتبال سنگال بازی کرده‌است.